# 巴什图
巴什图是葡萄牙布拉加区的一个堂区。总面积7.04平方公里，总人口829人，人口密度117.8人/平方公里。